# 時田陽充
時田 陽充（ときた あきみつ、1955年9月27日 - ）は、山口県出身のプロゴルファー。

## 来歴
12歳からゴルフを始め、専修大学時代の1977年には関東学生で牧野裕と並んでの5位タイに入り、1980年にプロ入りする。
1981年のペプシウィルソントーナメントでは初日に金本章生・甲斐俊光・中村通・牧野・出口栄太郎・長谷川勝治・謝敏男（中華民国）、ブライアン・ジョーンズ（オーストラリア）と共に68の6位タイでスタートし、3日目には岩下吉久・上原宏一・高橋勝成・山本善隆と並んでの10位タイに着けた。
1982年の日本プロでは初日は新井規矩雄と共に69、2日目は杉原輝雄と共に68をマークし、最終的には羽川・新井・川波通幸・青木基正と並んでの10位タイに入る。
中部オープンでは1987年に出口・伊藤正己・塩田昌宏・石井裕士に次ぐと同時に高阪喜久・内田繁を抑え、中村忠夫と並んでの5位タイ、1988年には塩田と並んで中村彰男の2位タイに入った。
1987年には名張カントリークラブで行われた三重県オープンで優勝し 、1991年の中部オープンを最後にレギュラーツアーから引退。
1992年には三重県オープン2勝目を挙げ、2011年にはPGAティーチングプロシニア、2015年には中部シニアオープン（60歳以上の部）で優勝。
2013年の三重県シニアオープンでは秋晴れとはいえ、台風20号の影響もあり、球が動くほどの猛烈な風の中、中村彰のプレーオフの1番パー5でフェアウェイに着けると、ピン左4mからのバーディーショットを決め、58歳の誕生日前日での優勝を決めた。
2023年には初出場の関西プロゴールドシニアで初日を2オーバーと好位置に着け、最終日は1番をボギーでスタートし、3番パー5をバーディーでスコアを戻すが、5番から2連続ボギー。ここから得意なパッティングが光り、7番パー4ではバウンスバックに成功。9、10番を連続バーディーとしてエンジンがかかり始めたが、13番から雨風が強まり、15番パー3ではパッティングのタッチが合わずボギーとし、17番でもボギーでさらにスコアを落とす。迎えた最終18番では集中力を切らさず、1ピンほどのパーパットを沈めることができた。73と一つスコアを崩し首位に4打差を付けられたが、通算147ストロークの2位タイでフィニッシュ。最終日通算3オーバーで最終成績は4位となり、上位4位に与えられる日本ゴールド出場の切符を手に入れた。
2024年3月からは日本プロゴルフ協会副会長を務め､関西プロゴールドシニアでは3位スタートの最終日1番でアゲインストの強風が吹く中、セカンド残り130ヤードを8番アイアンでピンに絡めバーディーを先攻させることができたが、風は威力を増す中で思うようなゲームをさせてくれなかった。前半38で耐え、後半もボギーを重ねる流れもあったが、16、18番で4mのバーディーパットを沈めて何とか75でホールアウトし、単独2位に終わった。

## 主な優勝
レギュラー
- 1987年 - 三重県オープン
- 1992年 - 三重県オープン

シニア
- 2011年 - PGAティーチングプロシニア
- 2013年 - 三重県シニアオープン
- 2015年 - 中部シニアオープン（60歳以上の部）